# 바지라 (공주)
바지라 또는 바지라쿠마리는 아자타샤트루의 정처로 마가다의 왕비였다. 그녀는 남편의 후계자인 우다야바드라의 어머니였다.
바지라는 코살라 왕국의 공주로 태어났고 파세나디 왕과 말리카 왕비의 딸이었다. 그녀는 또한  그녀의 시어머니인 코살라 데비의 조카딸이었고, 파세나디 왕의 여동생이었다.

## 생애
바지라 또는 바지라쿠마리는 파세나디의 왕비 말리카에게서 태어났다. 팔리어 전승에 따르면, 그녀의 어머니는 코살라의 화관 제조 장인의 아름다운 딸이었다. 공주가 태어났을 때, 그녀의 아버지는 아이가 여자라는 것을 듣고 실망했던 것으로 보이지만, 석가모니는 그에게 몇몇 여자들이 남자들보다 더 현명하다고 확언했다.
그녀가 아자타샤트루와 결혼하게 된 계기는 그녀의 남편이 빔비사라가 죽은 후 그녀의 아버지의 왕국과 전쟁을 벌였기 때문인데, 갈등의 원인은 빔비사라와의 결혼에서 코살라 데비에게 지참금으로 지급된 카시 영지의 수입이었다. 코살라 데비가 죽자 마자 파세나디는 그녀에게 "지참금"으로 지불된 카시 영지의 수입을 몰수했고, 이는 그와 아자타샤트루 사이의 적대 관계를 낳았다.
아자타샤트루와 그녀의 아버지 사이의 결투는 장기간에 걸친 싸움이었고, 운은 두 전사에게 번갈아가며 유리하게 작용했다. 하지만 파세나디는 승리를 거두었고 조카와 화해했다. 아자타샤트루는 당시 17살이었던 바지라와 결혼했다. 갈등의 원인이었던 카시의 재산은 아자타샤트루와의 결혼 지참금의 일부로 그의 딸 바지라에게 주어졌다. 파세나디는 카시의 재산에서 나오는 수익도 바지라에게 분배했다.